# Viles del Japó
Una vila (町 chō) és un unitat administrativa local del Japó. És un organisme públic local que està geogràficament en les prefectures. Cal dir que les mateixes paraules (町 machi o chō) també són emprades per referir-se a noms de regions més petites, normalment una part d'un ku en una ciutat.